# Yunlong, Fujian
Yunlong (kinesiska: 云龙) är en socken i sydöstra Kina. Den ligger i Minqing härad i provinshuvudstaden Fuzhou i provinsen Fujian, omkring 49 kilometer väster om centrala Fuzhou. Antalet invånare är 9 738. Befolkningen består av 4 660 kvinnor och 5 078 män. Barn under 15 år utgör 16,0 %, vuxna 15-64 år 71 %, och äldre över 65 år 11,0 %.